# 高瀬村 (長野県)
高瀬村（たかせむら）は長野県北佐久郡にあった村。現在の佐久市の北部中央、千曲川と湯川に挟まれた地域にあたる。

## 地理
- 河川：千曲川、湯川

## 歴史
- 1889年（明治22年）4月1日 - 町村制の施行により、北佐久郡今井村・鳴瀬村・三河田村・横和村の区域をもって発足。
- 1954年（昭和29年）12月10日 - 北佐久郡岩村田町・中佐都村・平根村と新設合併して浅間町が発足。同日高瀬村廃止。

## 交通

### 道路
現在は旧村域を中部横断自動車道が通過するが、当時は未開通。